# Ferdinand d'Autriche (1571-1578)
Titre
Prince des Asturies
4 décembre 1571 – 18 octobre 1578
(6 ans, 10 mois et 14 jours)
Ferdinand, né le 4 décembre 1571 et mort le 18 octobre 1578 (à 6 ans, de dysenterie), est un fils du roi Philippe II d'Espagne et de sa quatrième femme Anne d'Autriche. Il était prince des Asturies et duc d'Autriche.

## Iconographie

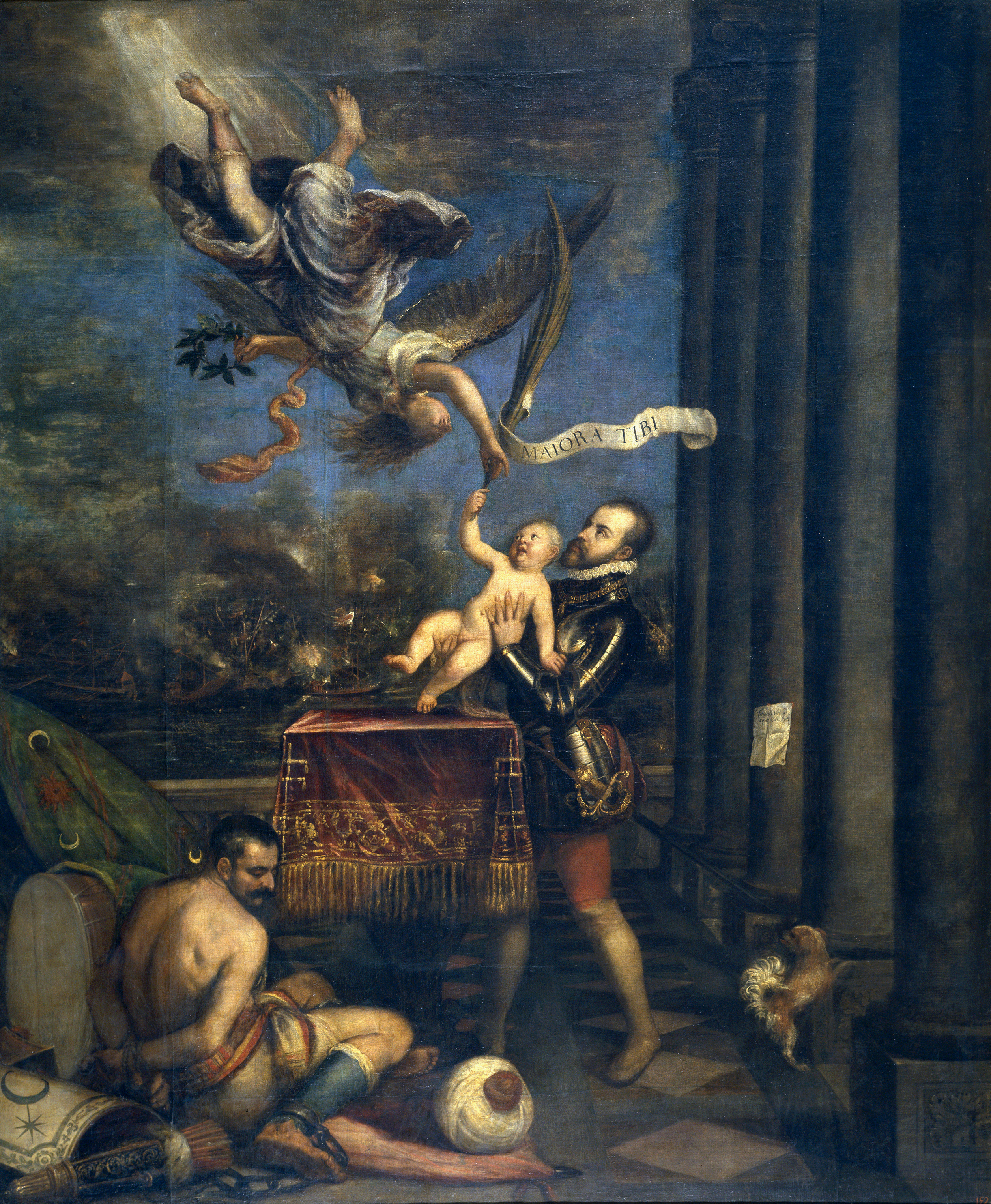
Philippe II offrant Ferdinand à la Victoire, par Titien, 1572–75. La victoire sur les Turcs à la bataille de Lépante en 1571 et la naissance de Ferdinand peu après sont considérées comme des signes de Dieu

- Portrait, par Titien. Le prince est représenté à sa naissance, offert par son père à la Victoire, qui lui tend une banderole sur laquelle est écrit « De plus grandes choses t'attendent » (Majora tibi)
- Portrait, avec oiseau, peint vers 1575 par Alonso Sánchez Coello

## Ascendance
- Notices d'autorité :   - VIAF
  - Espagne